# Byronsk hjälte

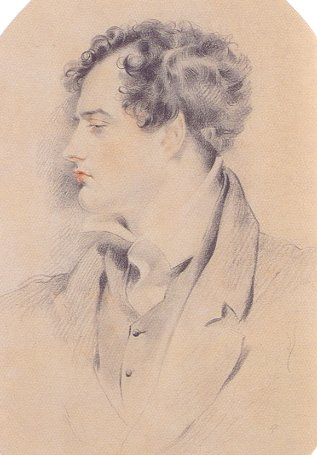
Byron 1816, av Henry Harlow

Den byronske hjälten är en typ av litterär karaktär som utgör en variant på den romantiska hjälten, uppkallad efter den engelske romantiske poeten Lord Byron. Även om det finns särdrag och egenskaper som präglar typen, anses såväl karaktärerna i Byrons verk som hans egen persona utgöra tydliga exempel på den.

## Ursprung
Den Byronske hjälten uppträdde för första gången i Byrons delvis självbiografiska berättande dikt Childe Harold’s Pilgrimage (1812–1818). Historikern och kritikern Lord Macaulay beskrev karaktären som ”a man proud, moody, cynical, with defiance on his brow, and misery in his heart, a scorner of his kind, implacable in revenge, yet capbale of deep and strong affection”. Den ursprungliga versionen av karaktärstypen i Byrons verk, Childe Harold, hämtar inspiration från en uppsättning tidigare litterära karaktärer, som Hamlet, Goethes Werther (1774) och William Godwins Mr. Faulkland i Caleb Williams (1794). Han var också märkbart lik René, hjälten i Chateaubriands kortroman från 1802, även om det är möjligt att Byron inte hade läst denna.
Efter Childe Harold’s Pilgrimage uppträdde den byronske hjälten i många av Byrons andra verk, däribland hans serie dikter med orientaliska teman, t.ex. i The Giaour (1813), The Corsair (1814), Lara (1814) och i hans läsdrama Manfred (1817). Exempelvis beskrev Byron piraten Conrad, hjälten i hans The Corsair (1814), på följande sätt:
That man of loneliness and mystery,
Scarce seen to smile, and seldom heard to sigh— (I, VIII)
och
He knew himself a villain—but he deem'd
The rest no better than the thing he seem'd;
And scorn'd the best as hypocrites who hid
Those deeds the bolder spirit plainly did.
He knew himself detested, but he knew
The hearts that loath'd him, crouch'd and dreaded too.
Lone, wild, and strange, he stood alike exempt
From all affection and from all contempt: (I, XI)

Under den period då Byron var beryktad och omtalad i London beskrevs han av sin senare älskarinna Lady Caroline Lamb som galen, elak och farlig (”mad, bad, and dangerous to know”).

## Inflytande och förekomster i litteraturen
Byrons inflytande kan spåras hos många författare och konstnärer i den romantiska rörelsen och bland författare av gotisk fiktion under 1800-talet. Lord Byron var förebild för titelfiguren i Lady Caroline Lambs Glenarvon (1816) och för Lord Ruthven i The Vampyre (1819) av Byrons personlige läkare Polidori. Claude Frollo i Victor Hugos Ringaren i Notre Dame (1831), Edmond Dantes i Alexandre Dumas Greven av Monte Cristo (1844), Heathcliff i Emily Brontës Svindlande höjder (1847) och Rochester i Charlotte Brontës Jane Eyre (1847) är senare exempel på byronska hjältar.
Forskare har dragit paralleller mellan den byronske hjälten och hjältarna i den ryska litteraturen. Framför allt Alexander Pusjkins berömda karaktär Eugene Onegin bär på många av de drag som återfinns i Childe Harold’s Pilgrimage, i synnerhet Onegins ensamma grubblande och bristande respekt för traditionella privilegier. Byron utgjorde ett tydligt inflytande på Pusjkin och Vladimir Nabokov menade i sin Commentary to Eugene Onegin att Pusjkin hade läst Byron under sina år i exil, precis före det att han skrev Eugene Onegin. Samma karaktärsdrag fortsatte att påverka den ryska litteraturen, framför allt i och med att Michail Lermontov gav den byronske hjälten ny kraft genom sin karaktär Petjorin i romanen Vår tids hjälte (1839).
Den byronske hjälten framträder också i många samtida romaner och det är tydligt att Byrons verk fortsätter att påverka den moderna litteraturen, inte minst som föregångare till en vanligt förekommande typ av antihjälte. Erik, fantomen från Gaston Lerouxs Fantomen på Operan (1910) är ett annat välkänt exempel från 1900-talets första hälft, medan Ian Flemings James Bond också präglas av dessa egenskaper: "Lonely, melancholy, of fine natural physique, which has become in some way ravaged . . . dark and brooding in expression, of a cold and cynical veneer, above all enigmatic, in possession of a sinister secret.”